# Coelho lunar

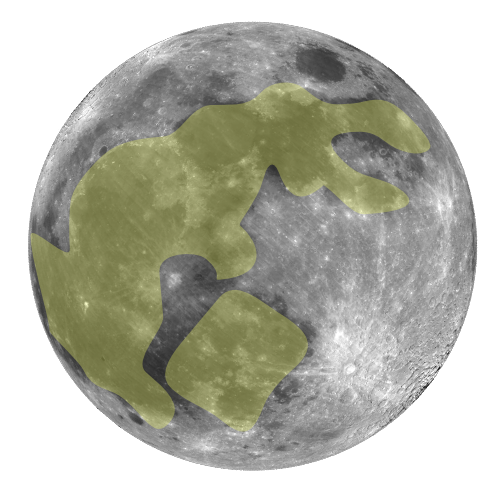
Representação do coelho na superfície da Lua.

Coelho lunar, também conhecido como coelho de jade, é o folclore a respeito de um coelho que vive na Lua, baseado na pareidolia que identifica os relevos lunares como sendo a figura do mamífero. A história existe em diversas culturas, particularmente no folclore da Ásia Oriental, onde ele aparece socando um almofariz. No folclore chinês, costuma ser retratado como o acompanhante da deusa lunar Chang'e, produzindo para ela constantemente o elixir da longa vida; nas versões japonesa e coreana, no entanto, o animal está simplesmente misturando os ingredientes de um bolo de arroz..
Deve a sua origem a uma pareidolia comum na Ásia, mas não no Ocidente, pela qual é possível ver, na face iluminada da lua cheia, a figura de um coelho sentado sobre as patas traseiras ao lado de um pilão de cozinha e um socador.
É uma figura lendária muito presente no imaginário mitológico do extremo oriente, mas com algumas variantes. Na China é considerado o companheiro da deusa lunar Chang’e, pela qual é encarregado de produzir o elixir da longa vida, amalgamando os componentes no seu pilão mágico. Por sua vez, no folclore coreano e japonês, o coelho lunar limita-se a socar ingredientes em seu pilão para produzir o tradicional doce de arroz.
Em todos os casos, o mito narrado diz respeito a uma antiga fábula do Budismo.

## História
A mais antiga evidência do mito do Coelho Lunar data do período histórico chinês compreendido entre os anos de 453 à 221 AC e é presente no “Chu-Ci”, uma coletânea de poesias chinesas escritas na Dinastia Han. Nela é mencionada a crença segundo a qual sobre a lua encontra-se um coelho, ocupando-se de esmagar em seu pilão as ervas necessárias para produzir o elixir da imortalidade. Uma menção sucessiva ao respectivo mito é encontrado no Taiping Yulan (太平御覽) da Dinastia Sung.

## Lenda
Na mitologia, a razão pela qual um coelho encontra-se na lua é descrita no Śaśajâtaka, uma antiga história budista (em verdade, trata-se de uma fábula pelos moldes ocidentais), com intento moralista. Nesta fábula, narra-se a história de quarto animais: (i) um macaco; (ii) uma lontra; (iii) um chacal; (iv) e um coelho, que, no dia sagrado budista de Uposatha (dedicado à caridade e à meditação) decidiram dedicar-se à prática do bem.
Tendo encontrado um velho viajante, morto de fome, os quarto animais decidiram dedicar-se a encontrar comida para o faminto ancião. O Macaco, graçãs à sua agilidade, trepou rapidamente nas árvores e colheu diversas frutas; A Lontra, grande nadadora, pulou no mais próximo rio e capturou vários peixes; O Chacal, com sua intrepidez, violou uma casa desocupada e de lá roubou os suprimentos alimentícios disponíveis. No seu turno, o Coelho, sem ser dotado de qualquer habilidade particular, não conseguiu prover nada ao velho, salvo pequenas ervas.
Triste por essa situação, mas determinado a oferecer algo substancial ao velho faminto, o Coelho então atirou-se ao fogo, doando, assim, a sua própria carne ao pobre mendigo. Esse velho, no entanto, revelou-se ser a divindade Śakra que, comovido com a heróica virtude do Coelho, desenhou sua imagem na superfície da Lua, para que todos sempre pudessem dela recordar-se.
A lenda, cuja intenção é celebrar a qualidade budista do sacrifício e da caridade levada adiante a qualquer custo, é bem notada na China e no Japão, e é conhecida em versões diversas: uma dessas, popular na China, afirma que tenha sido a dindidade Ch’ang Ô a salvar o corajoso animal das chamas e o levar consigo para a Lua. Em outra variante, muda-se o número e as espécies dos companheiros do Coelho, que são referidos como um macaco e um lobo, na versão japonesa Konjaku Monogatarishu, escrita durante o Período Heian e que coleciona antigas histórias indianas, chinesas ou japonesas. Em outros casos, já se ouviu os companheiros do Coelho como sendo um lobo e um urso.

## Imaginário moderno
A lenda do Coelho Lunar, por sua grande popularidade e referência no oriente, fez do Coelho da Lua um personagem bastante reproduzido em referências modernas.
Algumas dessas referências podem ser vistas em: Dragon Ball (TV), Cavaleiros do Zodíaco (TV), Crazy Zoo (Mangá), One Piece (Mangá), Beastars (Anime), Dark Cloud (Videogame), Sailor Moon (TV), Final Fantasy IV (Videogame); Happy Graveyard Orchestra (Banda) – Música: Moon Rabbit.